# Проток на Невелски
Протокът на Невелски (на руски: Невельского пролив) е проток между остров Сахалин на изток и континенталната част на Азия на запад, като свързва Амурския лиман на Охотско море на север с Татарски проток на Японско море на юг. Дължина около 56 km, минимална ширина 7,5 km, дълбочина във фарватера 7,2 m. От края на януари до март е заледен. Административно е поделен между Хабаровски край на запад и Сахалинска област на изток в Русия.
Протокът е открит през юли 1849 г. от руския изследовател на Далечния изток капитан Генадий Невелски, като по този начин той доказва островното положение на Сахалин, което до този момент е било спорно.